# Титло
Титло је продужен дијакритички симбол првобитно коришћен у старословенском ћириличном рукопису, нпр. у старословенском и староруском језику. Реч је позајмљеница од грчке речи грч. τίτλος „наслов“. Титло се и даље појављује у савременим натписима, на иконама и службеним књигама штампаним на црквенословенском језику. Данас се сличан знак користи у математици - тилда.
Титло је нацртан као цик-цак линија преко текста. Уобичајени облик је кратки мах горе, падајућа коса линија, кратки мах горе. Алтернатива је као бочна квадратна заграда: кратки мах горе, водоравна линија, кратки мах доле. Има неколико значења у зависности од контекста. Једно је да бележи слова када се користе као бројеви. Ово је квази-децимални систем је сличан грчким бројевима.
Такође је коришћен као над-текст скраћеница која бележи често коришћене важне речи, као што су цар (Цесарь → Црь), њено величанство (Государынѧ → Гнѧ), Мајка Божја (Богородица → Бца), Исус Христос (Іисусъ Хрїстосъ → Іс Хс), Бог (Богъ → Бъ), Господ (Господь → Гь), итд. Ово се односи на традицију „светих имена“ (лат. Nomina sacra) у кориштењу скраћенице за одређене често појављујућа имена у грчким светим писмима.
У рукописима, титло се често користио како би означио место где је писац случајно прескочио слово, ако није било простора за цртање пропуштеног слова изнад. Кратак титло се користи преко једног слова или преко места скраћенице; дуги титло се користи преко целе речи. 
Титло је кодиран у јуникоду на 0483 ( ◌҃ ).